# Будівля Вільянуева музею Прадо
Будівля Вільянуева музею Прадо (ісп. Edificio Villanueva del Museo del Prado) — найдавніша будівля у якій почав функціонувати Національний музей Прадо. Називається за іменем першого її архітектора Хуана де Вільянуева і вважається значним досягнення цього будівничого. 

## З історії будівлі
Теперішню будівлю Вільянуева музею Прадо почали створювати як музей та Академію природничих наук (кабінет природознавства) за ініціативою державного секретаря під час правління Карлоса III графа Хосе Флоридабланки (січень 1784 р.) за пропозицією Хосе Переса Кабальєро, тодішнього чиновника першого державного секретаря та директора Королівського ботанічного саду.
Архітектор Хуан де Вільянуева почав проєктувати будівлю 1875 року і розробив два проєкти, один з яких був затверджений королем для будівництва. 

В кінці 1785 року розпочались земляні роботи та закладення фундаменту будівлі, а 1788 року розпочали спорудження стін. В описі музею, який розробив Вільянуева в 1796 році, він пояснив, що вважав, що будівля повинна бути зручною та довгою галереєю, у якій  можна належним чином розмістити Музей всіх галузей природознавства. 

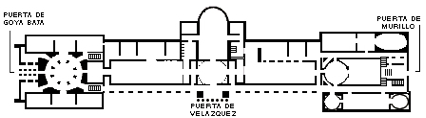
План Прадо

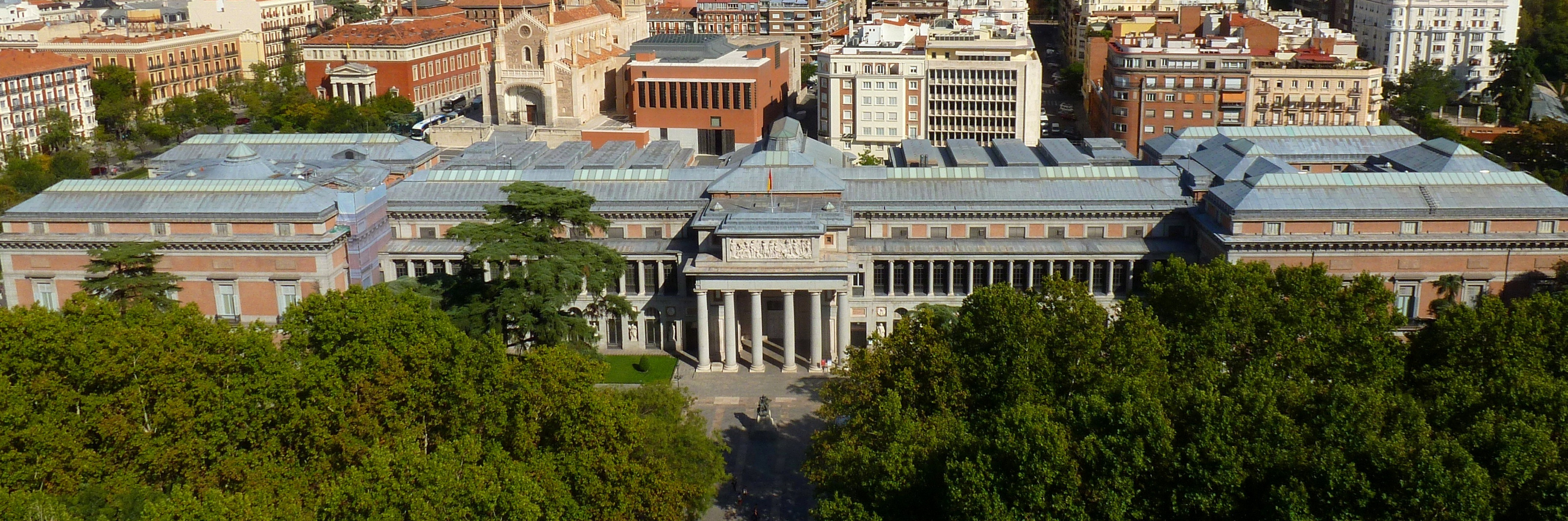
Загальний вигляд будівлі

Будівлю не вдалося закінчити повністю до наполеонівської окупації Іспанії, і вона досить довго стояла недобудованою. На той час Хуан де Вільянуева помер (1811).
Онук Карлоса III Фердинанд VII  доручив учневі Хуан де Вільянуева  Антоніо Лопесу Агуадо у 1814 році укріпити та відбудувати будівлю. За пропозицією дружини Фердинанда VII  Марії Ізабель де Браганса будівлю пристосували для створення Королівського музею живопису і скульптури, що пізніше був перетворений у Національний музей Прадо. 19 листопада 1819 р. музей був відкритий для відвідувачів.